# 老竹畲族镇
老竹畲族镇，是中华人民共和国浙江省丽水市莲都区下辖的一个乡镇级行政单位。

## 行政区划
老竹畲族镇下辖以下地区：
大片村、曳岭脚村、黄桂村、新屋村、陶村、下桥村、沙溪村、仁宅村、老竹村、后坑村、郑坑村、红桥村、周坦村、西岸村、高峰村、梁村、徐庄村、浅田村、东头村、小黄弄村、丁公村、麻铺村、章记村、赤坑村和高畔村。